# Liste der Monuments historiques in Dortan
Die Liste der Monuments historiques in Dortan führt die Monuments historiques in der französischen Gemeinde Dortan auf.

## Liste der Bauwerke
| Bezeichnung | Beschreibung                  | Standort | Kennzeichnung | Schutzstatus | Datum | Bild           |
| ----------- | ----------------------------- | -------- | ------------- | ------------ | ----- | -------------- |
| Schloss     | Erbaut ab dem 15. Jahrhundert | (Lage)   | PA01000005    | Inscrit      | 1997  | weitere Bilder |